# Kingdom Hearts III
Kingdom Hearts III (キングダム ハーツIII?, Kingudamu Hātsu III) è un videogioco action RPG sviluppato e pubblicato da Square Enix per PlayStation 4, Xbox One, Microsoft Windows e Nintendo Switch. È il decimo titolo della serie Kingdom Hearts, sequel di Kingdom Hearts II e capitolo finale della "saga di Xehanort" (chiamata in inglese "Dark Seeker saga"). Ambientato dopo gli eventi di Kingdom Hearts 3D: Dream Drop Distance e Kingdom Hearts 0.2 Birth by Sleep, il gioco vede tornare Sora nel ruolo di protagonista, affiancato da Paperino, Pippo, Topolino e Riku nella ricerca dei sette guardiani della luce e della "chiave che restituisce i cuori": l'obiettivo è sventare l'ultima minaccia del maestro Xehanort, che ha intenzione di dare vita a una seconda Guerra dei Keyblade. Il viaggio li porterà a visitare mondi e incrociare il cammino con personaggi di proprietà della Disney.
Il titolo iniziò a essere concepito nel 2007, poco dopo la pubblicazione di Kingdom Hearts II Final Mix, ma la sua produzione non fu confermata fino all'E3 2013, dopo anni di dicerie e speculazioni. Il motore grafico utilizzato era il Luminous Studio, ma venne poi scartato in favore delle potenzialità offerte dall'Unreal Engine 4. Il gameplay è stato arricchito rispetto ai predecessori con l'introduzione di nuove meccaniche come le Attrazioni, che permettono a Sora di eseguire attacchi evocando attrazioni dei parchi a tema Disney.

## Trama

### Premessa
A seguito delle vicende di Dream Drop Distance, mentre re Topolino e Riku si mettono sulle tracce dei precedenti detentori del Keyblade, Sora, Paperino e Pippo sono alla ricerca dei sette guardiani della luce e della "chiave che restituisce i cuori" per poter affrontare Xehanort in una resa dei conti finale volta a ostacolare i suoi piani. Sora, partito da solo in un viaggio per continuare il proprio allenamento per superare l'esame del Simbolo di maestria, è riuscito a passarlo a sua volta. Il gioco riparte quindi dopo gli eventi di Dream Drop Distance e a quanto mostrato nell'epilogo di 0.2 Birth by Sleep, ricollegandosi anche alla storia di Union χ. Il titolo chiuderà la saga di Xehanort con uno scontro finale tra i sette difensori della Luce e i tredici cercatori dell'Oscurità.

### Prologo
Riprendendo da dove era stato interrotto in 0.2 Birth by Sleep, dopo che Riku e re Topolino sono andati nel Regno dell'Oscurità alla ricerca di Aqua, Sora parte alla volta del Monte Olimpo assieme a Paperino e Pippo per incontrare "un vero eroe" che lo possa aiutare a ritrovare la sua forza: Ercole. Arrivato, Sora chiede aiuto ad Ercole, il quale però è insicuro su come abbia fatto a riacquistare la propria forza. Tuttavia, prima che l'eroe possa aiutare ulteriormente Sora, si vedono costretti a dover fermare Ade ed il suo assalto all'Olimpo. Una volta sconfitti i Titani sguinzagliati dal dio dell'oltretomba, le parole e le gesta di Ercole danno la spinta iniziale che indirizza Sora nel suo cammino verso la sua forza perduta. Al Monte Olimpo, Sora incontra anche Malefica e Pietro, i quali lo ignorano completamente concentrandosi nella ricerca della misteriosa scatola nera di Luxu.
Nel mentre, Riku e Topolino, in difficoltà a rintracciare Aqua, a seguito dei continui assalti di potenti Heartless (che addirittura spezzano la Via per l'alba di Riku) decidono di uscire dal Regno dell'Oscurità per pianificare una strategia.

### Kingdom Hearts III
Iniziato il suo viaggio, Sora torna alla Torre misteriosa, incontrando Riku e Topolino, e dove il maestro Yen Sid gli dona nuovi abiti ed un gummifono: un telefono creato grazie alla tecnologia Gummi. Con esso, entra in contatto con Cip e Ciop, che hanno creato il dispositivo, e poi con Ienzo, il quale sta decodificando i dati che Ansem il Saggio ha inserito nel cuore di Sora, avvertendo il ragazzo che nel suo cuore vi siano anche tre cuori di altrettante persone legate a lui, tra cui quello di Roxas, per cui Sora va a Crepuscopoli dove investigando incontra Ansem, studioso dell'Oscurità e Xemnas, che seminano dubbi nel ragazzo dicendogli che per far tornare Roxas debba aprirsi all'Oscurità. Riku e Topolino intanto, aiutati da Ienzo, riescono a capire che Terra sia nelle mani di Xehanort e che da lui provengano in realtà Ansem e Xemnas, e che Xehanort si stia avvalendo delle repliche per completare le sue file grazie ad Even, che tornato un Nessuno è entrato a far parte della Vera Organizzazione: in realtà, con la complicità di Demyx (membro "di riserva" della Vera Organizzazione), Vexen aiuta Ienzo nelle sue ricerche salvando Ansem il Saggio dalle grinfie dello Studioso dell'Oscurità, che lo aveva prelevato dal Regno dell'Oscurità ed anche corrotto un'indifesa Aqua (che aveva perso il Tutore del Maestro). Riku e Topolino quindi tornano alla ricerca di Aqua.
Lasciata Crepuscopoli alle spalle, Sora viaggia per svariati mondi, aiutandone gli abitanti e mandando all'aria i piani dei membri della Vera Organizzazione XIII che incontra. Così facendo, Sora piano piano acquista più forza e coscienza di sé finché, giunto alle Isole del destino, trova il Tutore del Maestro mentre al contempo Riku e Topolino trovano e vengono messi alle strette proprio dalla corrotta Aqua: col Keyblade trovato, Sora apre un passaggio per il Regno dell'Oscurità e arriva in soccorso dei due amici, sconfiggendo Aqua e facendola rinsavire. Tornata in sé, Aqua e Sora vanno al Castello dell'Oblio a risvegliare Ventus, con Aqua che ritrasforma il mondo nella Terra di partenza; giunti da Ven però sono raggiunti da Vanitas, che vuole riprendersi il cuore di Ventus e viene affrontato in duello da Aqua: prima che la maestra venga uccisa, Sora riesce a destare il potere del risveglio e risvegliare Ven, il quale costringe un comunque soddisfatto Vanitas alla fuga. Nel frattempo Kairi e Lea hanno finito di addestrarsi così le sette Luci (Sora, Riku, Kairi, Topolino, Aqua, Ventus e Lea), Paperino e Pippo si riuniscono da Yen Sid un'ultima volta prima della battaglia finale.
Le Luci si ritrovano quindi al Cimitero dei Keyblade, accolte dalle tredici Oscurità. Dopo aver respinto un'orda di Heartless, i nove s'imbattono in Terra-Xehanort, che da solo sbaraglia metà gruppo ed è poi annientato da Paperino, che collassa per lo sforzo; in seguito tutti cadono per mano da una gigantesca Marea demoniaca evocata da Riku oscuro. Ritrovatosi nel Mondo finale (dove incontra anche il Chirithy che un tempo apparteneva a Ventus), Sora riesce a salvare tutti grazie al potere del risveglio, venendo anche raggiunto ed avvertito dal giovane Xehanort sul farne eccesso. I guardiani della luce tornano dunque in vita, ritrovandosi momenti prima della loro morte: gli eventi si ripetono ma quando Terra-Xehanort li attacca stavolta viene fermato dalla Volontà residua, e la Marea demoniaca viene sconfitta da Sora col potere dei custodi del passato. Anche Yen Sid interviene affinché i sette si muovano alla volta dei tredici studiosi senza ulteriori distrazioni.
Arrivati al cospetto di Xehanort, i sette vengono divisi dall'anziano maestro con un labirinto in cui gli scontri tra le fazioni si susseguono: con la progressiva sconfitta delle Oscurità, la replica di Riku esorcizza Riku oscuro creando un corpo per Naminé, Roxas rivive quando Xion (ricreata per essere tra le Oscurità, poi tradendole) si rifiuta di uccidere Lea, Terra (il cui cuore era diventato il Guardiano di Xehanort) si ribella e riesce a riottenere il proprio corpo, e Xigbar finge la propria morte dopo esser stato sconfitto. Rimasto infine il maestro Xehanort, dopo la sconfitta anche di Ansem, Xemnas e del giovane sé, l'anziano ha trasformato l'oscurità dei suoi undici alleati caduti in altrettante copie dell'Innominata e, necessitandone ancora una, annienta Kairi davanti agli occhi increduli delle Luci forgiando così l'agognato χ-blade. Mentre si appresta a riscattare il potere del Kingdom Hearts viene bloccato dalle Luci, e Sora e Xehanort vengono portati nell'antico mondo di Scala ad Caelum, dove i giovani Eraqus e Xehanort vennero addestrati come custodi e maestri del Keyblade. Ivi Xehanort si unisce con la manifestazione degli altri dodici Xehanort, ingaggiando uno scontro all'ultimo colpo con Sora, uscendone infine sconfitto.
La battaglia si conclude con uno Xehanort stremato. Mentre Sora viene raggiunto dai suoi compagni, Xehanort spiega che il Kingdom Hearts abbia anche il potere di ripristinare i mondi e i cuori allo stato primordiale, creati dalle tenebre ma ricolmi di luce pura, e che si sarebbe istituito a tutore di questo nuovo mondo per evitare la rovina di tutti; da Terra però esce il cuore di Eraqus che, riassunte le sue sembianze, convince Xehanort ad arrendersi e si riconcilia con lui: i due quindi scompaiono sereni e Sora sigilla il Kingdom Hearts col χ-blade. Tornati al Cimitero dei Keyblade, nonostante gli avvertimenti di Riku e Topolino, Sora decide di andare a cercare Kairi da solo, capendo che i loro destini sono legati. Ognuno ritorna alla propria vita, e il lavoro di Ienzo, Even e Ansem il Saggio viene ripagato quando riescono a creare un corpo sintetico per Naminé. Kairi pare essere stata ritrovata da Sora ma una volta alle Isole del destino, il ragazzo, per aver abusato del potere del risveglio, svanisce all'improvviso davanti ai suoi occhi.

### Epilogo:I maestri perduti
Al Cimitero dei Keyblade, un uomo attende nel crocevia di Keyblade, Innominata in pugno e con la scatola di Luxu. Si scopre che stava attendendo il ritorno di quattro maestri del Keyblade perduti: i Veggenti Ira, Invi, Aced e Gula. I quattro sono stupiti di vedere "Luxu" lì e chiedono spiegazioni: l'uomo si rivela essere Xigbar, il quale in realtà è proprio Luxu, che per un millennio ha cambiato di volta in volta corpo (che lui definisce "carcassa") per adempiere al compito datogli dal Maestro dei Maestri e tramandare l'Innominata fino all'arrivo di un maestro del Keyblade devoto alle tenebre; tuttavia, rispondendo ai Veggenti, non sa il motivo per cui Ava non fosse lì. Pressato dai suoi compagni, Luxu/Xigbar si appresta a spiegare il tutto, mentre in lontananza Malefica e Pietro si preparano ad agire dopo aver finalmente trovato la scatola nera.
Nel passato, Eraqus, dopo aver vinto la sua partita contro Xehanort, prepara le pedine per un nuovo gioco posizionandone sette nere e una sola bianca, dicendo all'incuriosito amico di stare a vedere.

### Re Mind
Battuto Xehanort, Sora ritorna al Mondo finale reincontrando Chirity, il quale lo avvisa sulle conseguenze di ciò che vuole fare e spiegandogli che per farlo dovrà sfruttare una lacerazione del continuum creata quando salvò gli altri guardiani della luce. Fatto ciò, Sora ripercorre gli eventi del Cimitero dei Keyblade dall'esterno, ad esempio prendendo parte allo scontro tra Terra-Xehanort e la Volontà residua. Giunto nuovamente alla creazione del χ-blade, Sora torna a Scala ad Caelum, dove deve ritrovare i sette frammenti del cuore di Kairi generati da Xehanort: facendo ciò, i guardiani della luce si ritrovano ad affrontare le dodici copie di Xehanort mentre Sora e Kairi, una volta riformata, duellano con l'anziano maestro. Le luci trionfano e Sora e Kairi tornano al Mondo finale per poi dirigersi alle Isole del destino, dove Sora scompare.
Dopo un anno di ricerche infruttuose, Riku va al Giardino radioso da Leon, dove sperano di capire dove possa essere finito Sora reinscenando in maniera virtuale le battaglie contro i tredici studiosi dell'Oscurità: tuttavia, nonostante Data-Sora sconfigga nuovamente la Vera Organizzazione, non trovano nuovi indizi.

#### Episodio segreto:An Oath to Return
Al Mondo finale, Sora è raggiunto da un ragazzo di nome Yozora, giunto lì alla sua ricerca; una volta appurato che Sora sia lui, Yozora lo mette al corrente di avere l'ambiguo compito di "salvarlo" e per questo lo affronta: la battaglia è estenuante ma Sora riesce a trionfare. Sconfitto, Yozora va via in un raggio di luce asserendo che i suoi poteri "non servano ancora" ad un confuso Sora. Yozora si risveglia nella sua auto, svegliato dal suo autista. Sora e Yozora infine si chiedono entrambi se ciò che hanno appena vissuto sia stato un sogno o meno, e che nulla di ciò abbia senso per loro.

## Ambientazione
La maggior parte dei mondi da esplorare - basati sempre su proprietà Disney - sono nuovi come il Regno di Corona da Rapunzel - L'intreccio della torre e San Fransokyo da Big Hero 6, mentre altri fanno ritorno, come il Monte Olimpo di Hercules, Crepuscopoli e la Torre misteriosa; per la prima volta, inoltre, nella serie appaiono mondi derivati da lungometraggi Pixar quali quello ispirato a Toy Story e quello di Monsters & Co.. Tetsuya Nomura ha rivelato che il mondo di Rapunzel è stato il primo a essere incluso nel gioco, in quanto il team di sviluppo, notando la forte personalità della ragazza, prese ispirazione dal modo in cui usa i suoi capelli per il gameplay.
In seguito all'acquisto da parte di The Walt Disney Company di Pixar Animation Studios (nel 2006), Marvel Entertainment (nel 2009) e Lucasfilm (nel 2012) si aprì la possibilità per altri mondi precedentemente "non Disney" di essere introdotti nel nuovo capitolo: alla domanda se ci fosse stata la possibilità che i titoli di queste case apparissero in Kingdom Hearts III, Nomura rispose che Disney era molto schietta al riguardo e che tutto dipendeva dagli accordi legali esistenti, vincolo di cui Disney Interactive Studios doveva necessariamente tener conto. Stando a quanto detto dal co-direttore Tai Yasue, per la scelta dei mondi del gioco si prese in considerazione tutto il catalogo Disney nuove entrate incluse, tra cui i mondi di Marvel Comics e di Guerre stellari; in seguito venne confermato dal produttore della serie Shinji Hashimoto che gli universi Marvel e Guerre stellari non sarebbero stati inclusi in Kingdom Hearts III. Inoltre i mondi sarebbero dovuti essere progettati in maniera originale, senza che le ambientazioni sembrassero in qualche modo uguali, e anche la loro presenza doveva avere un senso nella storia, non tralasciando mai come e fino a che punto i luoghi potessero beneficiare il gameplay. Nessun mondo di gioco è stato creato ispirandosi a Final Fantasy. In riferimento a quanto suddetto, al D23 del 2017 viene svelato il mondo basato su Toy Story, il quale ha una storia originale che prende atto qualche tempo dopo gli eventi del secondo film.

## Personaggi
Il protagonista del capitolo è nuovamente Sora. Fanno ritorno Riku, Paperino, Pippo e re Topolino, oltre al maestro Xehanort e il maestro Eraqus a cui si aggiungono personaggi Disney tratti dai nuovi mondi quali Rapunzel, Baymax o Woody e Buzz.

## Modalità di gioco
Il gameplay di Kingdom Hearts III è simile a quello dei predecessori. Nomura ha affermato che il sistema di combattimento sarebbe stato su per giù lo stesso di Kingdom Hearts II, seppur rinnovato in una certa misura (come fatto anche tra Kingdom Hearts e Kingdom Hearts II) e strettamente legato al gameplay di Kingdom Hearts 3D: Dream Drop Distance. Inoltre, secondo Nomura, i combattimenti dei giochi per console portatili permettono di sperimentare nuove funzionalità, ragion per cui le aggiunte ben accette dai fan sarebbero potute confluire in Kingdom Hearts III. Le Fusioni introdotte in Kingdom Hearts II, nonostante all'inizio ci fosse qualche incertezza, fanno ritorno nella nuova veste delle Fusioni Keyblade (フォームチェンジ?, Fōmuchenji, "Formchange"): una nuova meccanica unisce il concetto già appreso delle Fusioni Turbo con quello più recente della trasformazione del Keyblade; inoltre, per la prima volta nella serie, si può cambiare Keyblade anche nel pieno della battaglia al fine di ottenere più varietà nella strategia. I comandi di reazione invece, introdotti nel medesimo capitolo, sono stati sostituiti con nuovi comandi situazionali (Situation Commands), implementati per la prima volta in 0.2 Birth by Sleep e che mirano a creare azioni meno simili a un quick time event. Sora è il personaggio giocante principale ma anche re Topolino e altri personaggi sono stati presi in considerazione come tali a seconda che il contesto del gioco lo permettesse o meno, così come si è discusso su elementi multiplayer. A parziale conferma di ciò, in seguito venne rivelato che Sora avrebbe potuto non essere l'unico personaggio giocabile, cosa che fu poi confermata col Final Battle Trailer di metà dicembre 2018, dove viene mostrato che anche Riku sarebbe stato un personaggio giocante; con l'espansione Re Mind, anche Roxas, Aqua e Kairi sono stati resi giocabili, seppur solo in brevi frangenti del DLC. Heartless, Nessuno e Nesciens tornano come nemici e le Gummiship, sulle quali non si discusse mai molto, sono state introdotte con alcune migliorie e novità.
Alcune novità del gameplay furono mostrate in un trailer proiettato all'E3 2015: oltre a nuovi nemici e meccaniche di movimento più dinamiche, fu svelata la possibilità di usare le trasformazioni del Keyblade e venne mostrato un ambiente di gioco interattivo, il cui terreno subisce gli effetti delle magie. Riguardo alle trasformazioni del Keyblade, Nomura spiegò come furono ideate già ai tempi dello sviluppo della Volontà residua di Terra in Kingdom Hearts II Final Mix, e che Sora avrebbe potuto sfruttarle in maniera non dissimile da come faceva anche Aqua in Kingdom Hearts Birth by Sleep: l'abilità di trasformare un Keyblade originariamente venne presentata come ottenibile dopo aver compiuto tutte le missioni in un mondo ed ogni Keyblade possiede più forme. Agli attacchi di Sora sono state aggiunte inoltre le "Attrazioni" (アトラクションフロー?, Atorakushon Furō, "Attraction Flow"), che permettono di evocare attrazioni, appunto, dei parchi a tema Disney tra cui il Mad Tea Party, la Big Magic Mountain, la Pirate Ship e il Buzz Lightyear Astro Blasters (chiamata in inglese "Shooting Ride" ed in italiano "Visore Blaster"). A detta di Nomura, le evocazioni sono state migliorate, specie nell'estetica, e riviste, essendo ora raggruppate sotto il nome di "Legami": la differenza tra i Legami e le evocazioni nei capitoli precedenti sta nel fatto che Sora non evoca più fisicamente i personaggi Disney al suo fianco, ma ne "prende in prestito" il potere. Sora in più dispone di una nuova meccanica di movimento denominata "Corsa libera" (アスレチックフロー?, Asurechikku Furō, "Athletic Flow"): essa è figlia del Fluimoto di Dream Drop Distance e consente a Sora di muoversi agilmente per il mondo di gioco permettendogli di farlo anche su pareti verticali e percorsi sconnessi, nonché di saltare oltre crepe e vuoti.
A detta di Nomura, in Kingdom Hearts III l'azione è "piuttosto frenetica", ed al gruppo di Sora si aggiungono in ogni mondo ulteriori compagni permettendogli di combattere al fianco di più di due PNG alla volta. L'intelligenza artificiale è stata resa più intricata rispetto al passato così da dare vita a combattimenti "eccitanti e appariscenti", dove i compagni di Sora lo invitano a fare attacchi combinati e i nemici, resi più scaltri, attaccano assieme coordinatamente. Inoltre Sora potrà saltare su alcuni nemici come quelli a forma di veicoli. Proprio i nuovi elementi del gameplay fanno da "scheletro" al gioco, dato che quando si sviluppa un titolo della serie, l'ideazione di un gameplay divertente fa da base al concepimento stesso della storia.
Successivamente all'uscita del gioco, precedentemente annunciata in un'intervista, il 23 aprile 2019 viene aggiunta la modalità Critica, il livello di difficoltà più alto selezionabile nei Kingdom Hearts. Differentemente dagli altri capitoli della serie però, dove la difficoltà influenzava solamente la quantità di PS e i danni subiti ed inflitti, in Kingdom Hearts III questa aggiunta aumenta la difficoltà generale del capitolo: nella modalità Critica infatti, oltre alle differenze sopracitate, Sora ottiene alcune nuove abilità non presenti prima nel gioco e l'intelligenza artificiale dei nemici è stata notevolmente migliorata. La modalità Critica è stata aggiunta anche come risposta a quegli appassionati della saga che si aspettavano una difficoltà maggiore dal gioco e, a detta di Yasue, è stata programmata per offrire un'esperienza di gioco più tecnica, dove "far uso di ogni mezzo a disposizione" per prevalere.

## Sviluppo
A fine sviluppo di Kingdom Hearts II Final Mix, Disney espresse a Nomura il suo interesse in un sequel. Riguardo a una possibile pubblicazione di Kingdom Hearts III, nonostante bollisse qualcosa in pentola, Nomura dichiarò che era ancora troppo presto per parlarne: lo sviluppo di Final Fantasy XV (al tempo noto come Final Fantasy Versus XIII) impediva infatti di dare uno sguardo al futuro della serie. In risposta alle domande sui filmati segreti di Final Mix, Nomura confermò che non si trattava di Kingdom Hearts III, ma dato l'interesse sia dei fan sia dei partner, assicurò che la produzione del capitolo sarebbe iniziata quanto prima. Con l'uscita della guida Ultimania di Kingdom Hearts Birth by Sleep, Nomura annunciò Kingdom Hearts III fra tre titoli in arrivo, affermando che il gioco rappresenta solo la fine della Saga di Xehanort ma che la serie continuerà, e confermando che Sora sarebbe rimasto il protagonista anche dopo la fine della storia di Xehanort. Tuttavia siccome l'attenzione era ancora rivolta a Final Fantasy XV, la sua produzione non poté iniziare. Successivamente fu annunciato che, nonostante il decimo anniversario della serie, Kingdom Hearts III non avrebbe visto una pubblicazione nel 2012. Nello stesso anno uscì invece Kingdom Hearts 3D: Dream Drop Distance, che in base agli sviluppatori sarebbe stato legato a Kingdom Hearts III sia dal punto di vista del gameplay sia della storia, così com'era accaduto tra Kingdom Hearts: Chain of Memories e Kingdom Hearts II.
All'E3 2013 Sony confermò con un teaser trailer l'uscita di Kingdom Hearts III per PlayStation 4. Più tardi Square Enix rivelò che il gioco sarebbe stato multipiattaforma grazie a un port per Xbox One. A differenza di Kingdom Hearts e Kingdom Hearts II che furono sviluppati dalla prima divisione di sviluppo dell'azienda, Kingdom Hearts III è a cura del primo dipartimento di produzione che si è occupato anche di Birth by Sleep, Dream Drop Distance e la raccolta HD 1.5 ReMIX. Il ruolo di produttore è stato affidato a Rie Nishi, mentre la colonna sonora è stata composta ancora una volta da Yōko Shimomura. Subito dopo l'E3 2013, in base al livello di sviluppo del titolo, Nomura dichiarò che l'annuncio fu però troppo precoce: l'impazienza dei fan per via della continua pubblicazione di spin-off persuase Square Enix ad annunciare in anticipo il gioco insieme a Final Fantasy XV.
Il produttore della serie Shinji Hashimoto affermò a settembre 2013 che, siccome entrambi i progetti di Kingdom Hearts III e Final Fantasy XV erano diretti da Nomura, per assicurarne la qualità sarebbero stati pubblicati a distanza di un lungo intervallo di tempo. Inoltre, Hashimoto confermò le parole del collega sull'E3 2013, rivelando che l'azienda aveva finalmente annunciato il tanto atteso gioco che avrebbe concluso la trilogia di Xehanort solo per mettere fine alle speculazioni. Il mese successivo il padre della cantante Hikaru Utada, Teruzane Utada, scrisse su Twitter che dopo Kingdom Hearts e Kingdom Hearts II, sua figlia fu contattata anche per la sigla di Kingdom Hearts III, ma il suo coinvolgimento fu confermato solo circa tre anni dopo; tuttavia non c'è stata ancora una conferma di ciò da Square o Disney. Agli inizi del 2014 il doppiatore inglese di Sora, Haley Joel Osment, rese noto che, presupponendo di dover tornare a impersonare il suo ruolo, era rimasto in contatto col team di sviluppo del gioco sin dal suo annuncio, ma che siccome i dialoghi costituiscono uno degli ultimi elementi della produzione, riteneva che non sarebbe stato chiamato almeno fino alla prima metà dell'anno.
Un breve teaser di Kingdom Hearts III fu proiettato all'E3 2014 alla fine del trailer di Kingdom Hearts HD 2.5 ReMIX, nel quale due personaggi misteriosi parlavano della Guerra del Keyblade e dei "maestri perduti". Yasue rivelò che la sequenza mostrata, creata da Nomura, era la scena d'apertura del gioco, e che il testo visibile e udibile nel teaser sarebbe stato parte integrante della storia. A settembre 2014 fu annunciato che Nomura non avrebbe più diretto Final Fantasy XV, ma che si sarebbe concentrato su altri progetti, tra cui Kingdom Hearts III. Il mese successivo Nomura stesso rivelò che il gioco era passato ad Unreal Engine 4 di Epic Games "per via di vari motivi", assicurando però che anche grazie al completo supporto di Epic, tale cambiamento non avrebbe ostacolato la produzione.
A gennaio 2015 Bill Farmer, voce inglese di Pippo, rivelò di avere già completato il doppiaggio del suo personaggio e di ritenere che il gioco sarebbe stato pubblicato nel corso dell'anno. Nello stesso mese Yasue dichiarò che lo sviluppo di HD 2.5 ReMIX aveva permesso agli sviluppatori di individuare tutti i punti forti della serie da utilizzare nella creazione di Kingdom Hearts III, ma che pur volendo evolvere il gioco in una nuova direzione, allo stesso tempo si voleva lasciare ciò che era fondamentale al suo posto. Inoltre aggiunse che il team di Kingdom Hearts stava condividendo pareri col team di Final Fantasy XV per espandere il titolo e ottenere il meglio dalle console PlayStation 4 e Xbox One. A giugno 2015, Nomura fece sapere che lo sviluppo di Kingdom Hearts III era a buon punto e che, oltre alla presa in considerazione di filmati segreti, si era fissata una data entro cui tentare di pubblicare il titolo. A novembre 2015 in Giappone fu presentato un nuovo video al D23 Expo, ricavato da un trailer poi mostrato per intero all'E3 2015, in cui veniva mostrato il primo nuovo mondo basato su Rapunzel - L'intreccio della torre.
Successivamente, a gennaio 2017, Nomura annunciò che si era passati allo sviluppo di mondi non ancora rivelati, ma che la produzione aveva ancora strada da fare. A maggio 2017 il presidente di Square Enix, Yōsuke Matsuda, rivelò l'intenzione dell'azienda di distribuire Kingdom Hearts III "entro i prossimi tre anni o giù di lì". Il 15 luglio 2017 fu annunciato al D23 Expo il mondo basato su Toy Story, primo mondo Pixar a comparire nel franchise, e che la data di uscita del titolo era stata fissata per il 2018. In seguito al D23 del 2017, spendendo qualche parola sul lungo sviluppo del gioco, Nomura ha affermato che la maggior parte dei ritardi sono stati causati proprio dal passaggio all'Unreal Engine.
Il 10 febbraio 2018, al Kingdom Hearts Fan Event del D23 Japan Expo 2018 viene presentata, con un breve video, una delle sigle del capitolo: "Chikai". Nella stessa occasione viene presentato un ulteriore trailer che introduce un nuovo mondo basato su un altro film Pixar, Monsters & Co.. Il 10 aprile, al KINGDOM HEARTS Union χ Dandelion Meeting viene rivelato il Classic Kingdom: una collezione di minigiochi in stile Game & Watch basati sui cartoni animati Disney degli anni '20, che sarà possibile giocare anche su Kingdom Hearts Union χ. Il 10 giugno, durante il concerto della Kingdom Hearts Orchestra a Los Angeles viene rivelata in anteprima la data d'uscita del titolo, fissata per il 29 gennaio 2019; in seguito al rinvio del gioco Nomura si è scusato per dover chiedere «un po' più di tempo rispetto a quanto preventivato» e che nel corso delle giornate seguenti, durante l'E3 2018, sarebbero stati mostrati più trailer. Infatti vengono presentati tre trailer nel corso della fiera: in particolare il primo, in occasione della conferenza Microsoft, nel quale viene rivelato il mondo basato su Frozen - Il regno di ghiaccio; ed il terzo, mostrato nella conferenza Sony, in cui viene riconfermata la presenza di un mondo basato su Pirati dei Caraibi - Ai confini del mondo. Dopo la fiera, in più interviste, Nomura spiega vari nuovi aspetti riguardo allo sviluppo ed ai contenuti del capitolo, tra cui lo sforzo che c'è stato di trovare una finestra temporale che permettesse una pubblicazione mondiale simultanea e che poi è stata causa del rinvio, la presenza di un minigioco caratteristico per ogni mondo (quale quello di Rémy per Crepuscopoli), della cautela presa nell'inserimento del mondo di Frozen a causa delle aspettative legate a questo film, dell'assenza di piani per l'eventuale versione Final Mix, e la presa in considerazione di trasformare alcune scene d'intermezzo in filmati prerenderizzati al fine di mantenere bassi i tempi di caricamento e risparmiare spazio. Nomura ha aggiunto inoltre che sarebbero stati pubblicati dei riassunti per i nuovi giocatori della serie.
In vista del Tokyo Game Show 2018, il 10 settembre al PlayStation LineUp Tour 2018 viene mostrato un nuovo trailer incentrato sul precedentemente annunciato mondo di Big Hero 6, ed in seguito, il 18 settembre, ne viene pubblicata la versione estesa; è svelata anche la copertina del gioco, a cura di Tetsuya Nomura. Il 28 settembre 2018 viene rivelato il nome della sigla di apertura del titolo: "Face My Fears", composta per l'occasione in collaborazione da Utada Hikaru e Skrillex.
Il 20 novembre, mediante la pagina Twitter della serie, Nomura annuncia che lo sviluppo del gioco è stato terminato e che di conseguenza si sarebbe apprestato ad entrare nella sua fase "gold". Come annunciato da Nomura, a dicembre 2018 vengono mostrati gli ultimi trailer legati al gioco: il 10 viene mostrata un'anteprima della sigla iniziale del gioco e "Face My Fears", sia nella versione giapponese che inglese; il 17 invece viene mostrato il "Final Battle Trailer", che è anche l'ultimo vero e proprio trailer che sarebbe stato mostrato prima dell'uscita del capitolo.

### Design
A giugno 2013 Nomura si soffermò sulla nuova grafica di Kingdom Hearts III, rivelando che uno degli obiettivi del team di sviluppo era stato quello di far tornare le texture dei personaggi allo stesso stile dei disegni originali fatti col pennello delle produzioni Disney. Il risultato fu denominato "Kingdom Shader" e, nonostante fosse un cambiamento piuttosto drastico, agli occhi di Nomura apparì come "una ricca evoluzione di ogni cosa mostrata al pubblico finora". Le proporzioni del modello di Sora furono lasciate così com'erano nei capitoli precedenti, anche se il volume dei suoi capelli fu rivisto per attenuarne l'effetto selvaggio. Quanto al suo nuovo look, Nomura affermò di essere consapevole della popolarità di quello precedente di Kingdom Hearts II, ma che sentì lo stesso il bisogno di cambiarlo per via del fatto che si trattava del nuovo capitolo principale della serie. Per la progettazione si mischiarono elementi del costume di Sora di Kingdom Hearts II con quelli del suo costume di Dream Drop Distance, nel tentativo di ottenere un aspetto più slanciato e sportivo che si addicesse ai movimenti acrobatici e orientati all'azione programmati nel gameplay.
Sempre in proposito dei nuovi abiti dei personaggi, in un'intervista del 31 dicembre 2016, Nomura confermò il restyle di Riku e Topolino e rivelò che le vesti di Riku non sarebbero state molto diverse da come raffigurate nell'artwork pubblicato in commemorazione del terzo anno di attività di Kingdom Hearts χ. Nomura aggiunse inoltre che la nuova funzione di 0.2 Birth by Sleep che consente ai giocatori di modificare alcune parti del vestito di Aqua sarebbe potuta essere inserita anche in Kingdom Hearts III, ma che ciò sarebbe dipeso sia dal riscontro dei giocatori sia dalla disponibilità di tempo da parte del team di sviluppo.

### Re Mind
Kingdom Hearts III Re Mind (キングダム ハーツIII Re Mind?, Kingudamu Hātsu III Ri Maindo, reso graficamente come "Kingdom Hearts III Re𝄌Mind") è un'espansione di storia che si concentra sul salvataggio di Kairi dopo la sconfitta di Xehanort e della ricerca di Sora da parte di Riku e gli altri a seguito della sua scomparsa, pubblicata il 23 gennaio 2020 per PlayStation 4 ed il 25 febbraio seguente per Xbox One.
In un'intervista a Dengeki, quando interpellato riguardo ai contenuti aggiuntivi del gioco, Nomura ha risposto dicendo che sebbene in passato avrebbero creato una versione Final Mix del gioco con i suddetti extra, per Kingdom Hearts III si è deciso che saranno distribuiti DLC sia gratuiti sia a pagamento, possibilmente entro l'anno. Durante la prima tappa del tour mondiale di Kingdom Hearts Orchestra -World of Tres- a Tokyo, proprio Nomura annuncia il primo DLC chiamato Re Mind: l'espansione, a pagamento, includerebbe uno scenario inedito, nuovi boss, un finale ad hoc, e introdurrebbe nuove parti relative alla trama del gioco principale - aggiungendo che vi sarebbero state novità "quando pioverà di più" e "le ortensie fioriranno" in riferimento ad inizio giugno: infatti durante il concerto di Los Angeles di World of Tres dell'8 giugno, Nomura ha annunciato che il DLC sarebbe stato pubblicato durante l'inverno, ed il giorno seguente è stato mostrato un nuovo trailer. Il trailer finale dell'espansione è stato mostrato durante lo State of Play Sony del 10 dicembre 2019, in cui è stato chiarito che una nuova parte di trama si sarebbe svolta al Giardino radioso coinvolgendo i personaggi di Final Fantasy che ivi risiedono, e rivelando la sua data di uscita. Viene anche presentata una versione speciale del DLC comprensiva del concerto integrale di World of Tres di Osaka in formato video. Assieme a Re Mind è stato inoltre distribuito un aggiornamento gratuito comprensivo di ulteriori espansioni di trama e nuovi contenuti.

## Audio

### Colonna sonora
La colonna sonora del gioco è stata composta dalla compositrice storica della serie Yōko Shimomura, con contributi da parte di Takeharu Ishimoto e Tsuyoshi Sekito. Come per precedenti titoli numerati della serie, la sigla del capitolo è composta ed eseguita da Utada Hikaru: il brano è intitolato "Chikai" (誓い? lett. "promessa"), intitolato "Don't Think Twice" nella sua versione inglese, e costituisce la sigla di chiusura del gioco. Il brano d'apertura del titolo, intitolato Face My Fears, è stato realizzato da Utada Hikaru in collaborazione con Skrillex e Poo Bear. Sia Face My Fears che Don't Think Twice sono stati pubblicati come singoli il 18 gennaio 2019, sia nella versione inglese che quella giapponese.

### Doppiaggio
Per il doppiaggio inglese del gioco vengono riconfermati i precedenti doppiatori della serie, quali Haley Joel Osment per Sora, Bill Farmer per Pippo e Tony Anselmo per Paperino. Al cast si sono poi aggiunti Carlos Alazraqui nel ruolo di Mike Wazowski, Christopher Swindle nel ruolo di Sully, Josh Gad ad interpretare nuovamente Olaf e Rutger Hauer, che sostituisce il defunto Leonard Nimoy nel ruolo del maestro Xehanort. Inoltre, per la prima volta nella serie, anche i dialoghi opzionali al di fuori delle scene di gioco sono doppiati.
Nell'espansione Re Mind, in seguito alla morte di Hauer, il maestro Xehanort è stato doppiato nella versione inglese da Christopher Lloyd.

#### Doppiatori dei personaggi principali
| Personaggio                   | Doppiatore giapponese                | Doppiatore inglese                                                 |
| ----------------------------- | ------------------------------------ | ------------------------------------------------------------------ |
| Sora                          | Miyu Irino                           | Haley Joel Osment                                                  |
| Paperino                      | Kōichi Yamadera                      | Tony Anselmo                                                       |
| Pippo                         | Yū Shimaka                           | Bill Farmer                                                        |
| Topolino                      | Takanori Hoshino                     | Bret Iwan                                                          |
| Riku                          | Mamoru Miyano                        | David Gallagher                                                    |
| Kairi                         | Risa Uchida                          | Alyson Stoner                                                      |
| Xion                          | Risa Uchida                          | Alyson Stoner                                                      |
| Naminé                        | Iku Nakahara                         | Meaghan Jette Martin                                               |
| Roxas                         | Kōki Uchiyama                        | Jesse McCartney                                                    |
| Ventus                        | Kōki Uchiyama                        | Jesse McCartney                                                    |
| Aqua                          | Megumi Toyoguchi                     | Willa Holland                                                      |
| Terra                         | Ryōtarō Okiayu                       | Jason Dohring                                                      |
| Yen Sid                       | Takashi Inagaki                      | Corey Burton                                                       |
| Ansem il Saggio               | Genzō Wakayama                       | Corey Burton                                                       |
| Lea                           | Keiji Fujiwara                       | Quinton Flynn                                                      |
| Ienzo                         | Akira Ishida                         | Vincent Corazza                                                    |
| Vexen/Even                    | Nachi Nozawa                         | Derek Stephen Prince                                               |
| Demyx                         | Ken'ichi Suzumura                    | Ryan O'Donohue                                                     |
| maestro Xehanort              | Akio Ōtsuka Takanori Okuda (giovane) | Rutger Hauer Benjamin Diskin (giovane) Christopher Lloyd (Re Mind) |
| Xemnas                        | Norio Wakamoto                       | Paul St. Peter                                                     |
| Ansem, studioso dell'Oscurità | Akio Ōtsuka                          | Richard Epcar                                                      |
| Terra-Xehanort                | Akio Ōtsuka                          | Richard Epcar                                                      |
| Xigbar/Luxu                   | Hōchū Ōtsuka                         | James Patrick Stuart                                               |
| Saïx/Isa                      | Ginpei Sato                          | Kirk Thornton                                                      |
| Vanitas                       | Miyu Irino                           | Haley Joel Osment                                                  |
| Marluxia                      | Shūichi Ikeda                        | Keith Ferguson                                                     |
| Larxen                        | Yūko Miyamura                        | Shanelle Gray                                                      |
| Luxord                        | Jōji Nakata                          | Robin Atkin Downes                                                 |
| Riku replica                  | Mamoru Miyano                        | David Gallagher                                                    |
| Malefica                      | Toshiko Sawada                       | Susan Blakeslee                                                    |
| Pietro Gambadilegno           | Tōru Ōhira                           | Jim Cummings                                                       |
| Yozora                        | Tasuku Hatanaka                      | Dylan Sprouse                                                      |

## Distribuzione
Kingdom Hearts III è stato distribuito per PlayStation 4 e Xbox One il 25 gennaio 2019 in Giappone e il 29 gennaio 2019 nel resto del mondo. Durante il D23 del luglio 2017, venne annunciato che il gioco sarebbe uscito nel 2018. Quasi un anno dopo, durante la tappa di Los Angeles del Kingdom Hearts Orchestra World Tour, viene rivelata l'effettiva data d'uscita occidentale del gioco, fissata per il 29 gennaio 2019. Nomura spiegò che in seguito a consulenze con altre aziende e a ricerche di mercato, venne fuori che la data inizialmente pensata per la pubblicazione del titolo non costituiva una "buona tempistica nell'anno", specialmente considerando le "differenze nella lunghezza delle vacanze e nel modo in cui i negozi sono organizzati nelle diverse regioni". In aggiunta, Square Enix aveva richiesto che il gioco venisse distribuito nel modo più contemporaneo possibile in Giappone e nel resto del mondo, e non intendeva spostare la data di pubblicazione a discapito dello sviluppo del gioco, da cui derivò la decisione di pubblicare il titolo nel gennaio del 2019. L'epilogo e il finale segreto del titolo sono stati aggiunti al gioco dopo l'uscita dello stesso per evitare, a detta di Nomura, grossi spoiler o fughe di informazioni.
È stata realizzata una versione deluxe del gioco, contenente una confezione steelbook, un artbook con le illustrazioni di Tetsuya Nomura e una spilla. In aggiunta, è disponibile sugli store digitali di Square Enix, un'edizione in cui sono incluse anche le statuette Bring Arts di Sora, Paperino e Pippo nel loro design del mondo di Toy Story. Verrà distribuita anche un'edizione limitata della PlayStation 4 Pro serigrafata con motivi ispirati alla serie.

## Accoglienza
| Testata                          | Versione  | Giudizio |
| -------------------------------- | --------- | -------- |
| Metacritic (media al 23-10-2022) | PS4       | 83/100   |
| Game Informer                    | PS4       | 9.5/10   |
| GameSpot                         | PS4, XONE | 8/10     |
| GamesRadar+                      | PS4, XONE | 4/5      |
| IGN                              | PS4, XONE | 8,7/10   |
| Multiplayer.it                   | PS4       | 9/10     |

Kingdom Hearts III ha ricevuto recensioni "generalmente favorevoli", secondo l'aggregatore di recensioni di videogiochi Metacritic. Kimberley Wallace di Game Informer ha definito Kingdom Hearts III "la serie al suo apice", un gioco che "fornisce risposte soddisfacenti ai più grandi punti interrogativi" della serie. Per quanto riguarda il gameplay, Wallace ha pensato che "tutto ciò che ha funzionato nelle voci precedenti" è stato utilizzato, definendo il combattimento "veloce e fluido". Wallace era frustrato da alcune delle missioni richieste nei vari mondi, "ma anche con quelle frustrazioni, le dimensioni e la portata ampliate dei mondi in Kingdom Hearts III rendono questa la migliore e più varia raccolta di destinazioni del franchise". Altre delusioni nel gioco per Wallace sono state la Gummi Ship, i contenuti extra come alcuni minigiochi e le "battaglie ripetitive con i boss verso la fine". Scrivendo per IGN, Jonathon Dornbush ha elogiato i progressi tecnici del gioco, ma ha ritenuto che ciò avvenisse a scapito della storia, che in alcuni momenti aveva un "ritmo stagnante". Il combattimento di Kingdom Hearts III è stato una sorpresa per Dornbush, poiché "i nuovi elementi aiutano a trasformare le battaglie in spettacoli che li mantengono variegati e freschi". Ha anche definito la Gummi Ship "meravigliosamente rinnovata" aggiungendo che il suo essere un mondo più aperto "dà molto più controllo sulla nave [rendendo] queste sezioni una variazione più appetibile". Dornbush ha definito il finale "il vero guadagno" del gioco, con tutte le battaglie finali "soddisfacenti sia a livello narrativo che di gioco" poiché ognuna "ha un notevole peso per il franchise".
Scrivendo per GamesRadar+, Rachel Weber ha detto: "Qualunque siano i difetti, non c'è niente come Kingdom Hearts III, e il risultato è una corsa selvaggia e meravigliosa". Ha aggiunto, "nessuna battaglia, non importa quanto grande... o piccola, è mai noiosa", ma ha definito le sezioni di Gummi Ship "la parte più blanda del gioco". Una delle sue parti preferite era il mini gioco di cucina con Remy di Ratatouille e, al contrario, sentiva che il mondo dei Pirati dei Caraibi era "senza gioia" e "l'unica volta che la magia [del gioco] falliva".
Tamoor Hussain di GameSpot ha definito Kingdom Hearts III un "terzo titolo divertente, anche se irregolare" nella serie. Hussain è stato critico nei confronti di parte della storia e ha ritenuto che alcuni mondi "si sentissero vuoti o privi di ciò che offrono", ma ha elogiato il design dei mondi, godendosi anche la grande varietà di gioco. Mentre il combattimento sembrava "veloce, frenetico e spettacolare nei suoi svolazzi cinematografici", Hussain ha notato che il gioco dovrebbe essere giocato in modalità "Esperto" "se vuoi che il gioco ti metta alla prova". Parlando della fine del gioco, Hussain ha ritenuto che ci fosse "uno storytelling pesante che culmina inevitabilmente in battaglie che sono scene impressionanti ma semplici e banali da giocare" con la storia che si conclude "in un modo incredibilmente insoddisfacente". In una recensione priva di punteggio, Allegra Frank di Polygon è stata più critica nei confronti di Kingdom Hearts III definendolo "poco più di un avanzo poco brillante del 2006" poiché aveva "una storia piatta, un gameplay ripetitivo e pochissime sorprese". Frank sentiva che la caratterizzazione di Sora era "spenta", con il suo atteggiamento positivo che continuava come se gli eventi dei precedenti giochi della serie "non avessero avuto alcun impatto su di lui". Per quanto riguarda i vari mondi, Frank li ha definiti "diorami senza vita... con meno dettagli e riferimenti ai film stessi". Alla fine ha concluso che Kingdom Hearts III era "un esempio di cosa può andare storto quando una serie che una volta era in contrasto con i suoi simili come alternativa spensierata perde la sua strada".
L'assenza di personaggi di Final Fantasy nella versione iniziale del gioco, a parte i Moguri, è stata criticata dai fan.
Kingdom Hearts III è stato candidato da IGN come "Miglior gioco dell'E3 2018", "Miglior gioco per PlayStation 4 dell'E3 2018", "Miglior gioco per Xbox One dell'E3 2018" e "Miglior gioco d'azione dell'E3 2018".